# 루마니아의 재외공관 목록

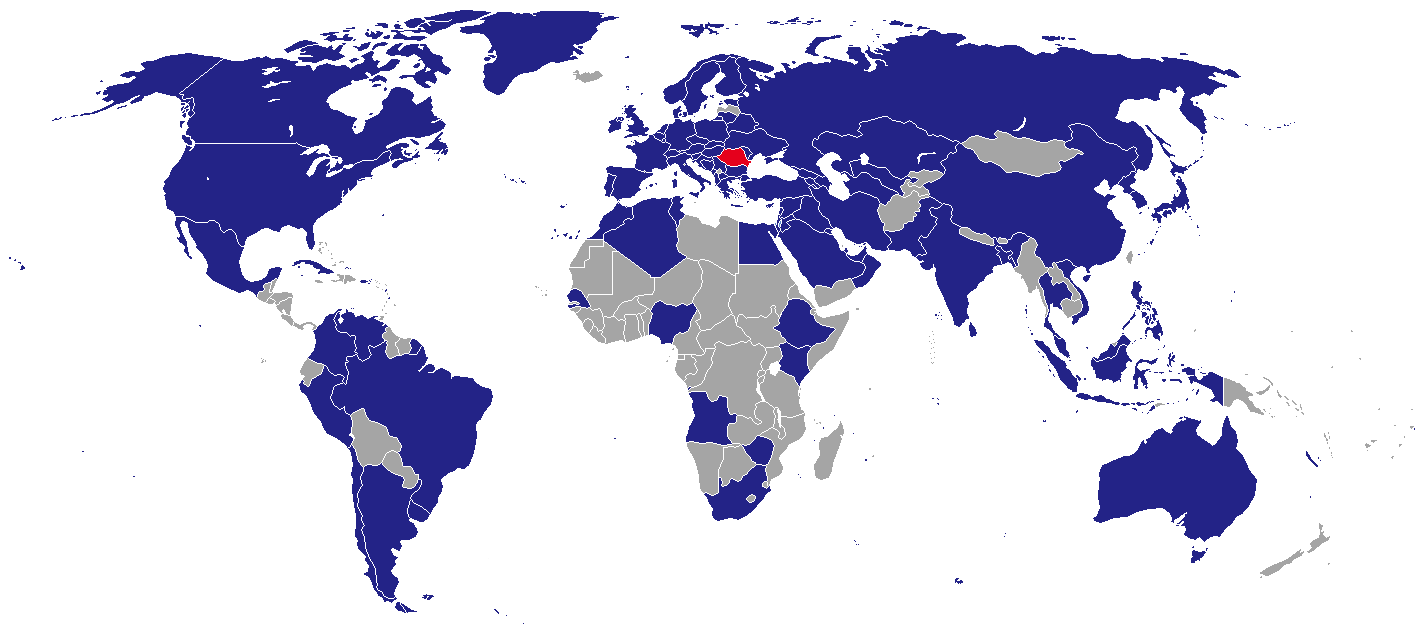
루마니아의 재외공관

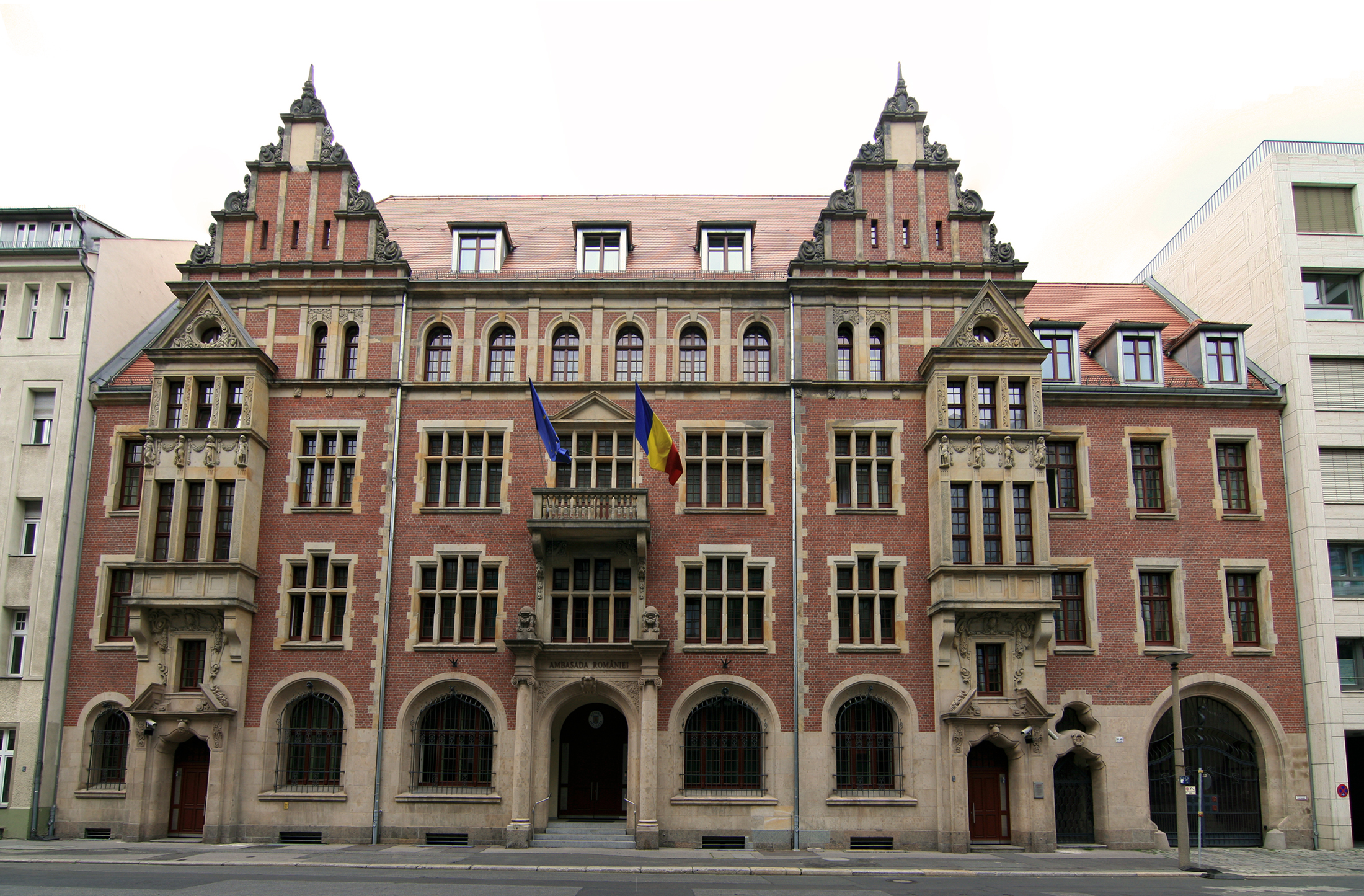
베를린 주재 루마니아 대사관

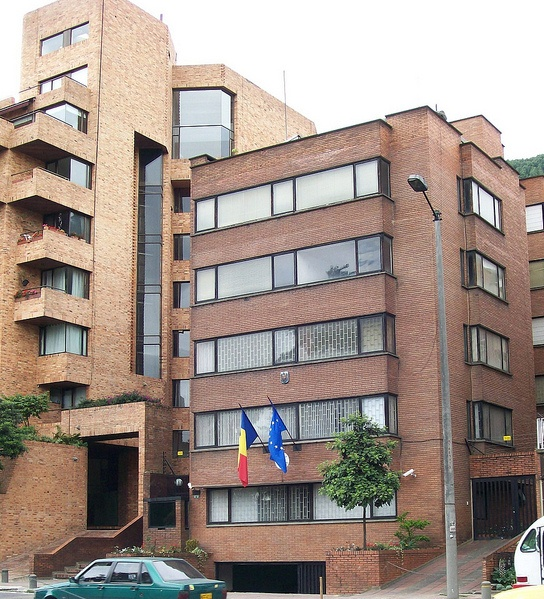
보고타 주재 루마니아 대사관

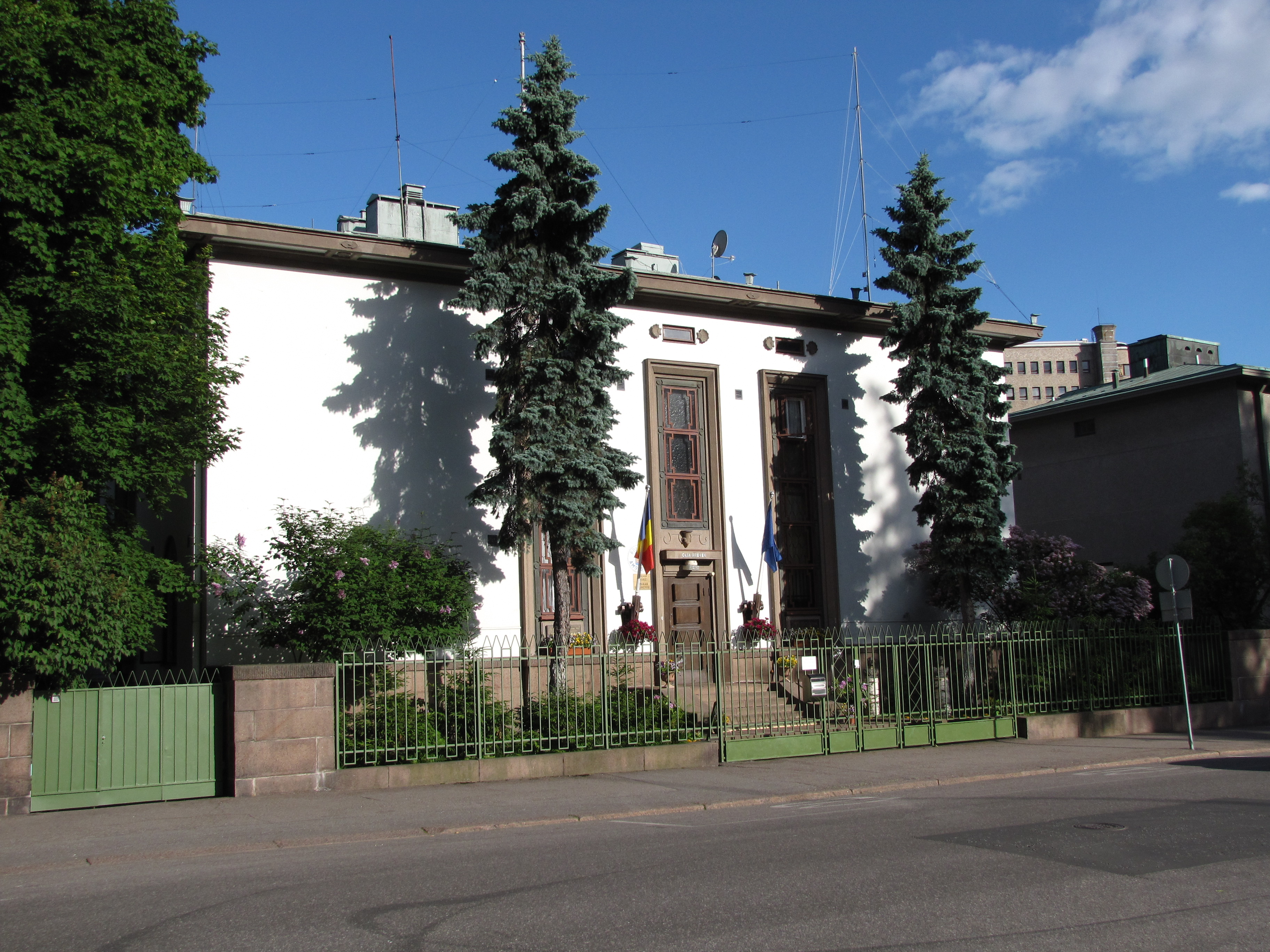
헬싱키 주재 루마니아 대사관

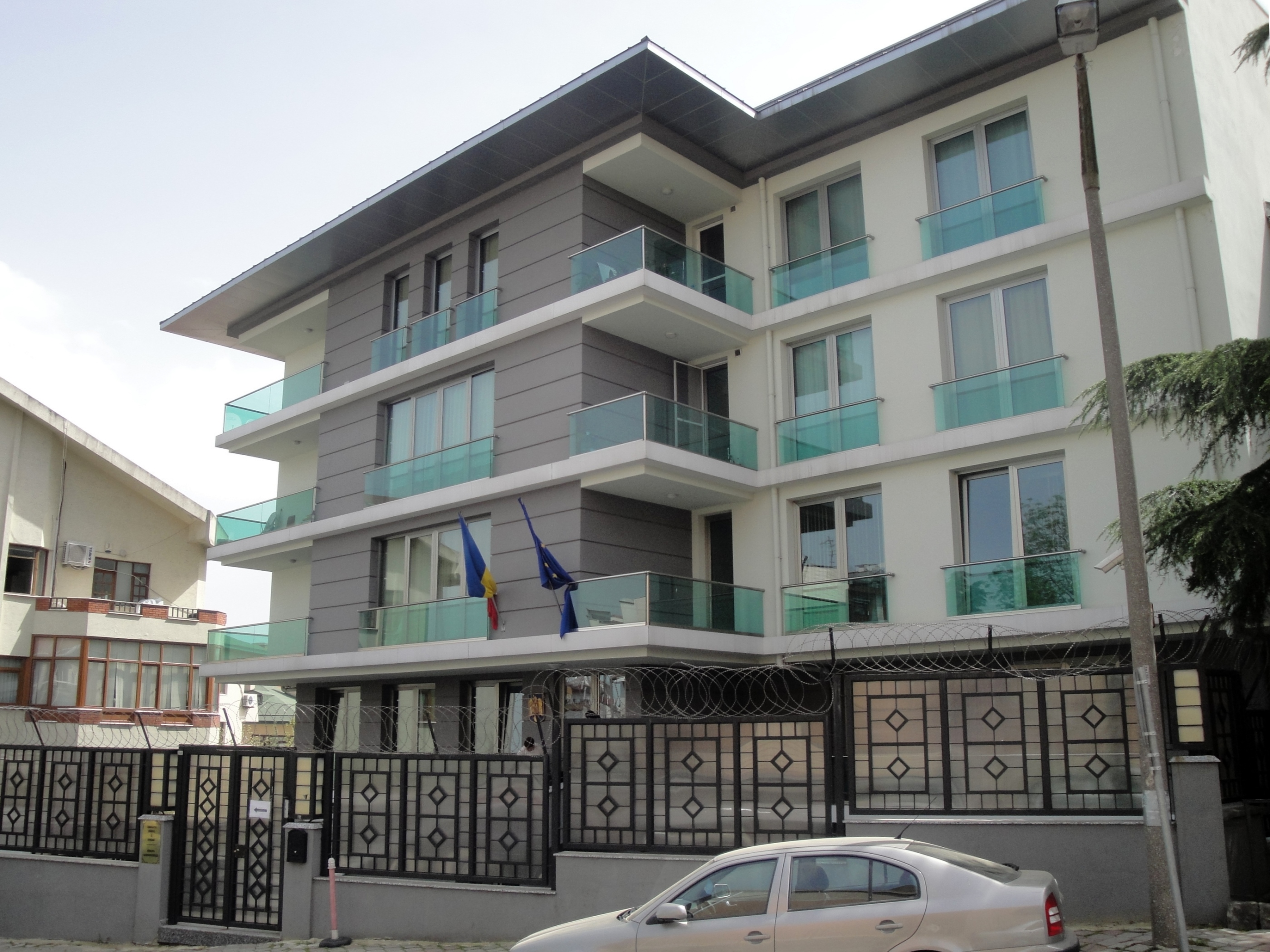
이스탄불 주재 루마니아 총영사관

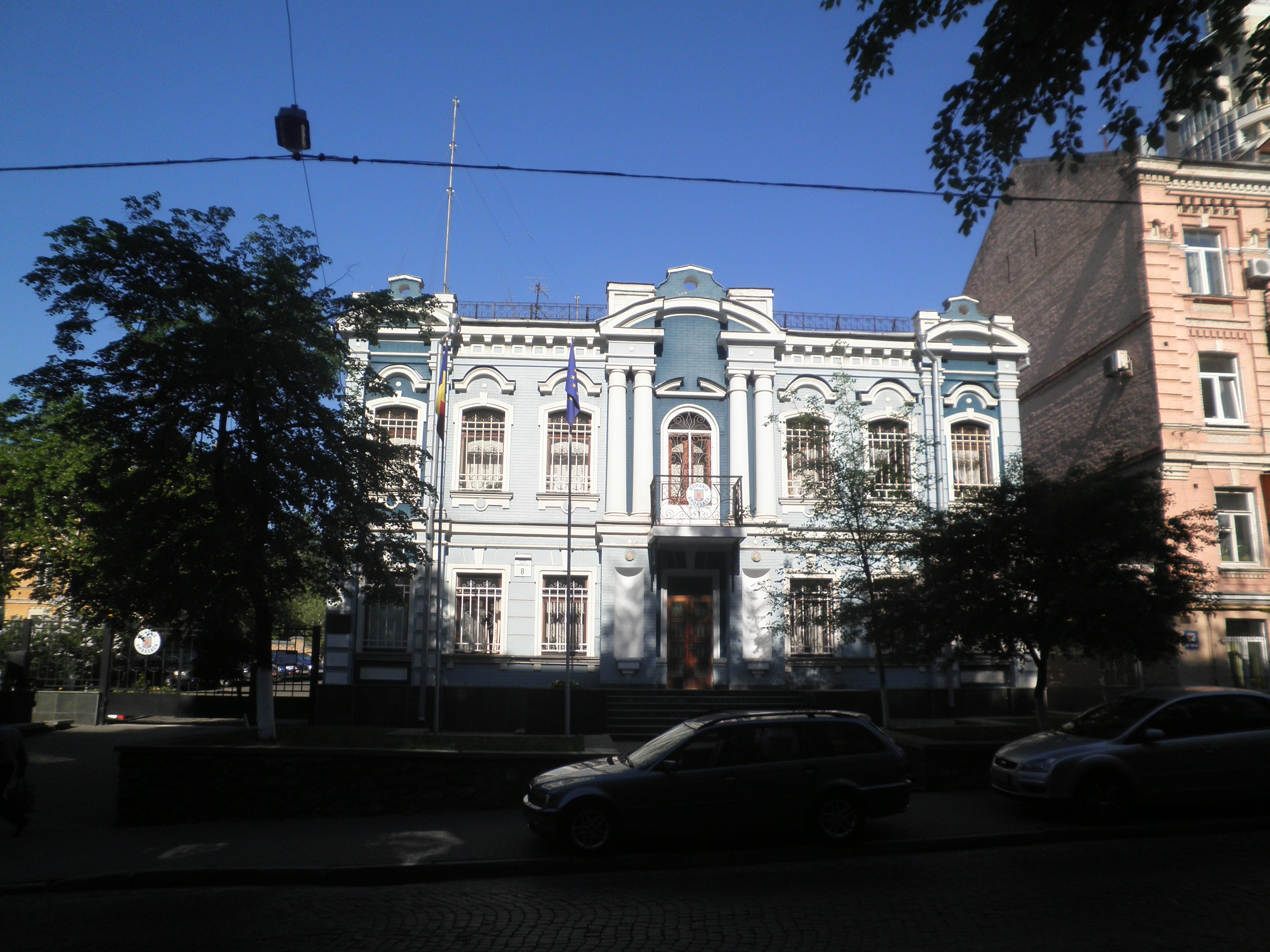
키예프 주재 루마니아 대사관

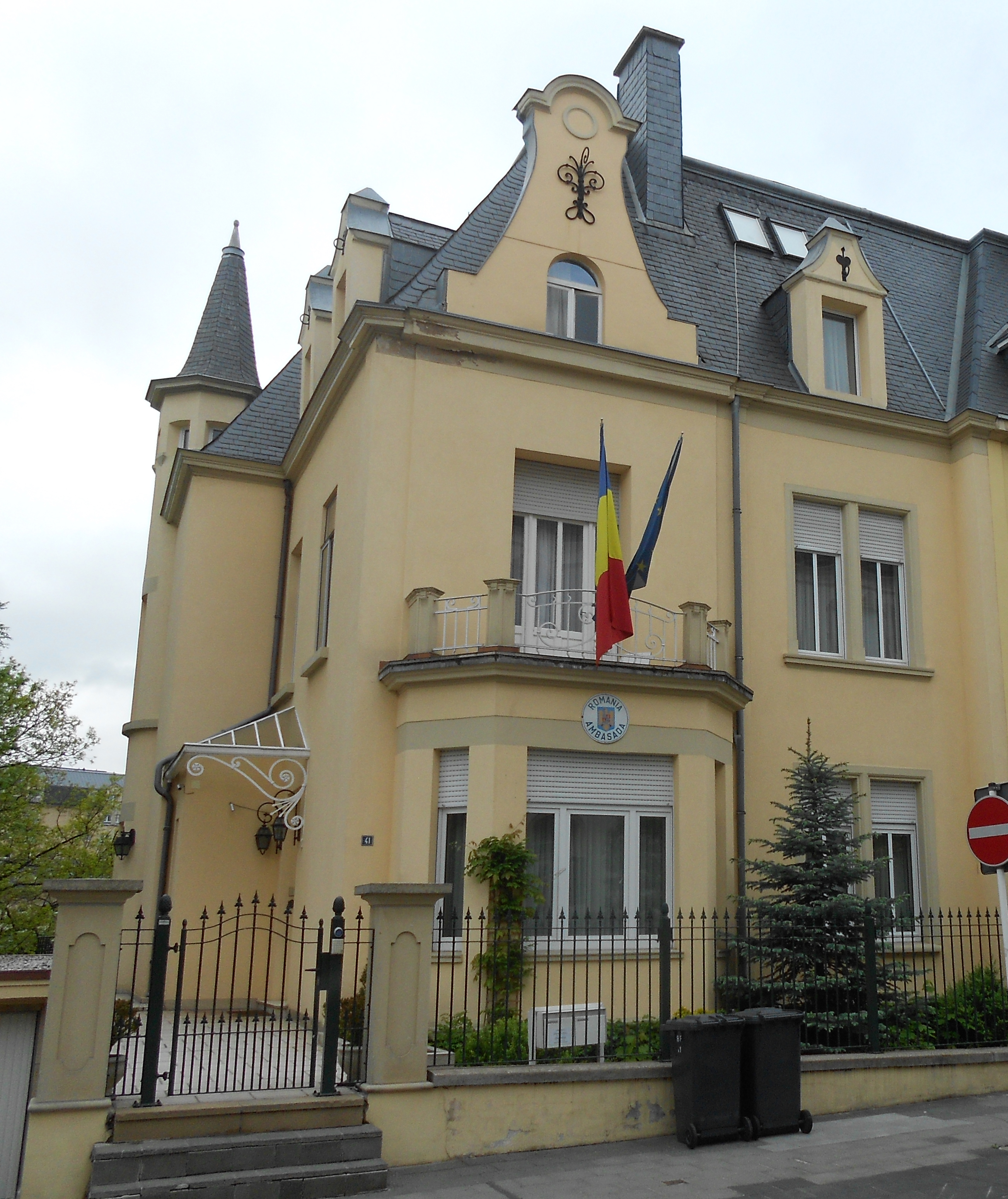
룩셈부르크 시 주재 루마니아 대사관

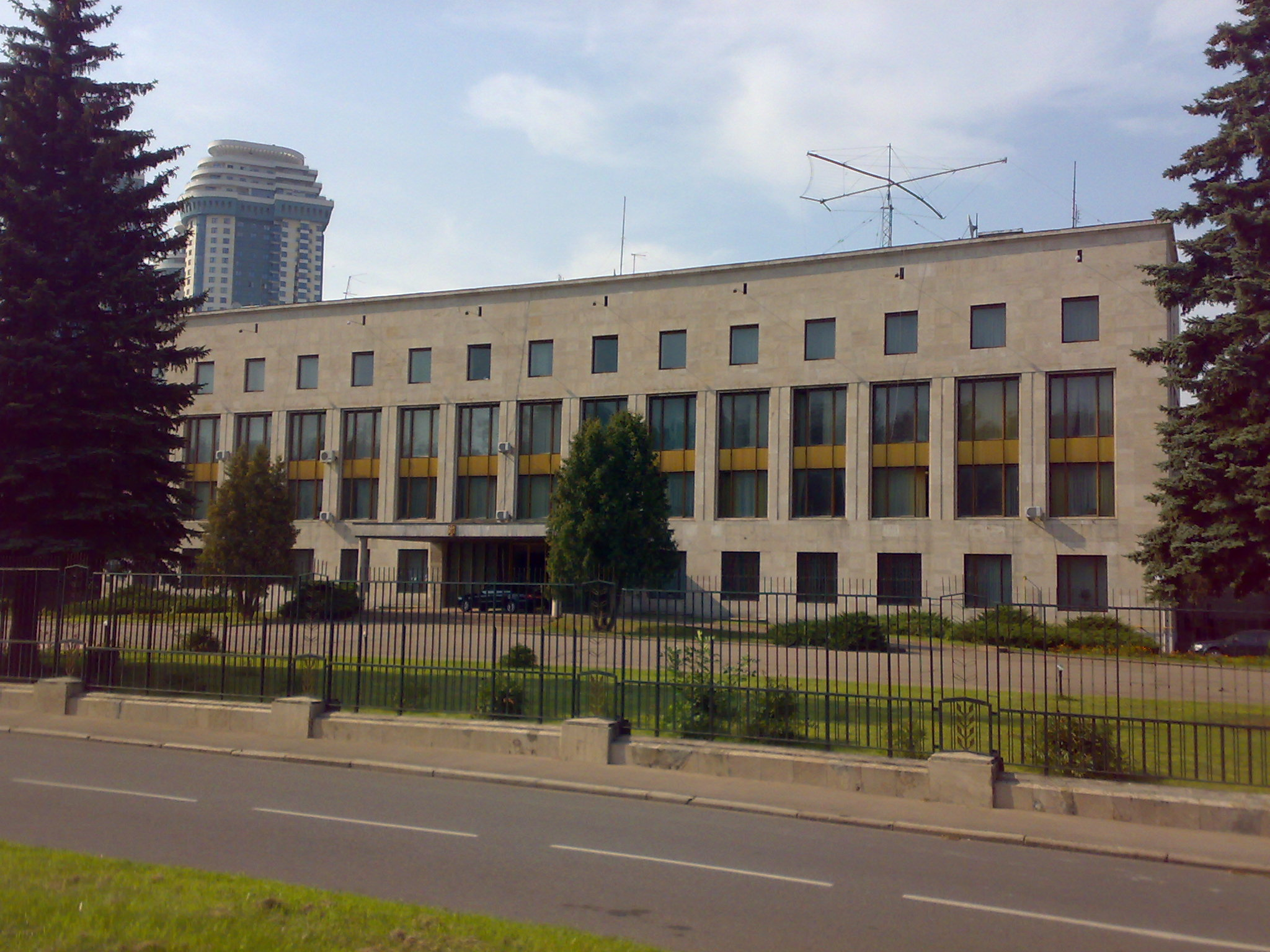
모스크바 주재 루마니아 대사관

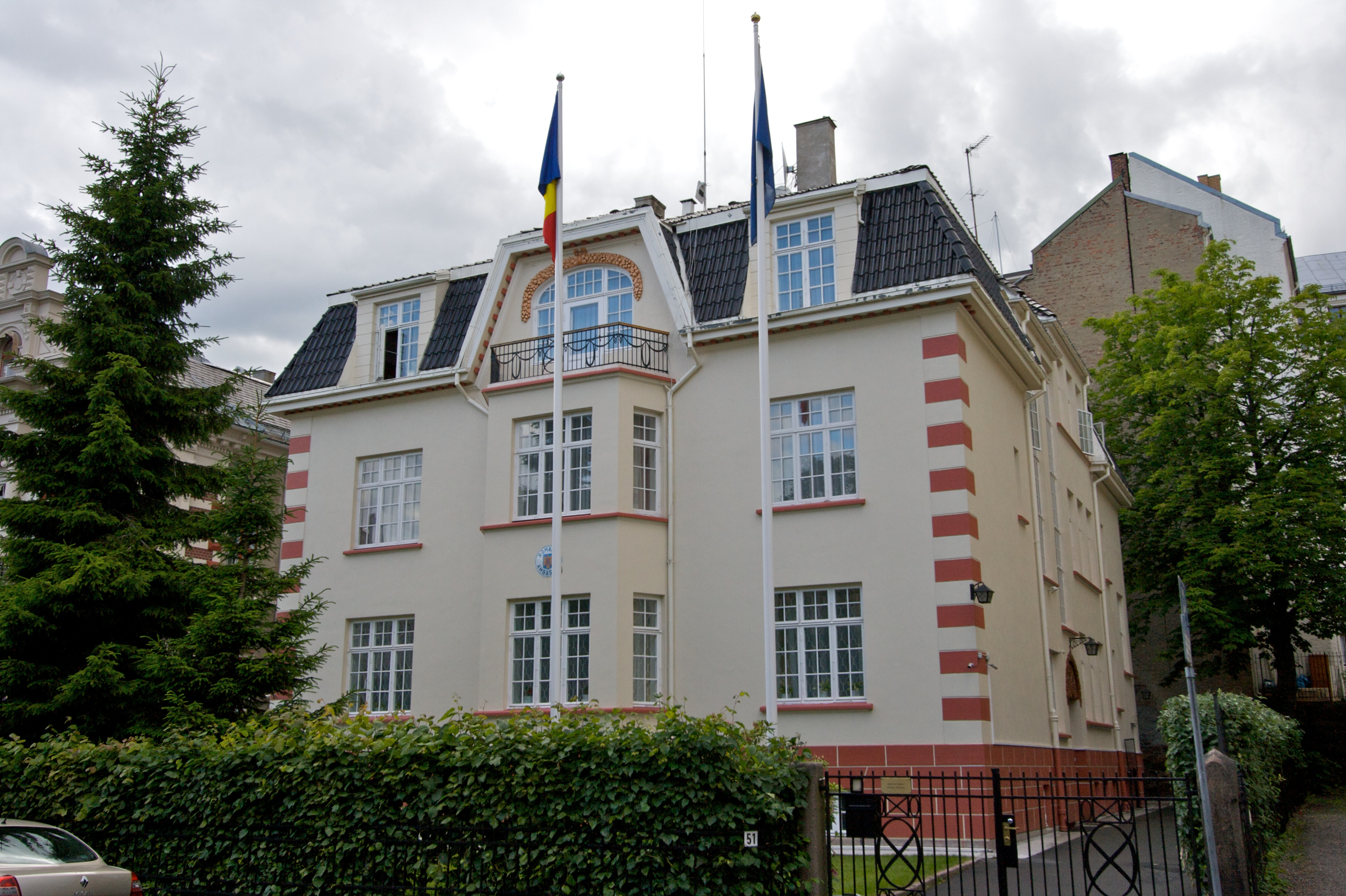
오슬로 주재 루마니아 대사관

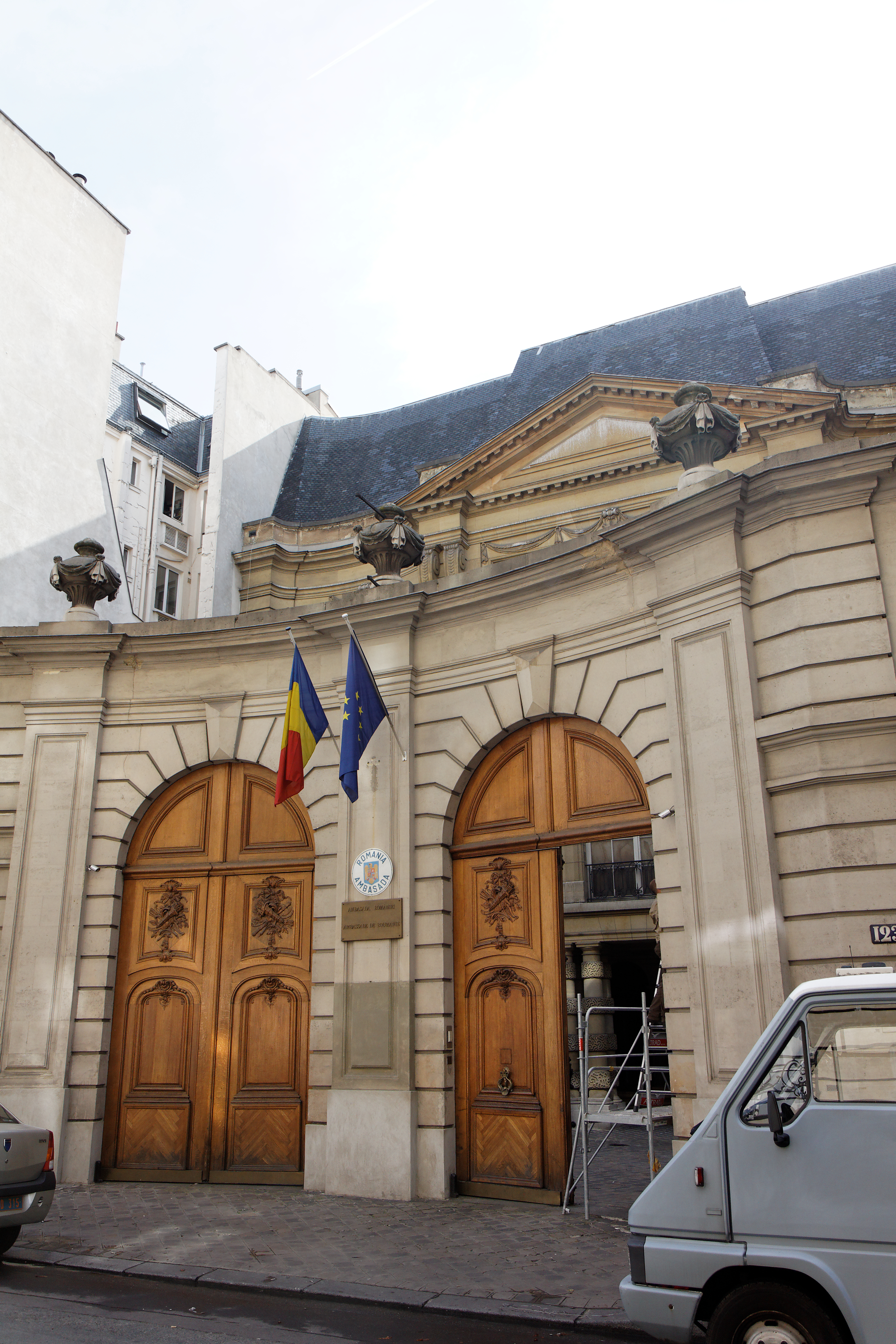
파리 주재 루마니아 대사관

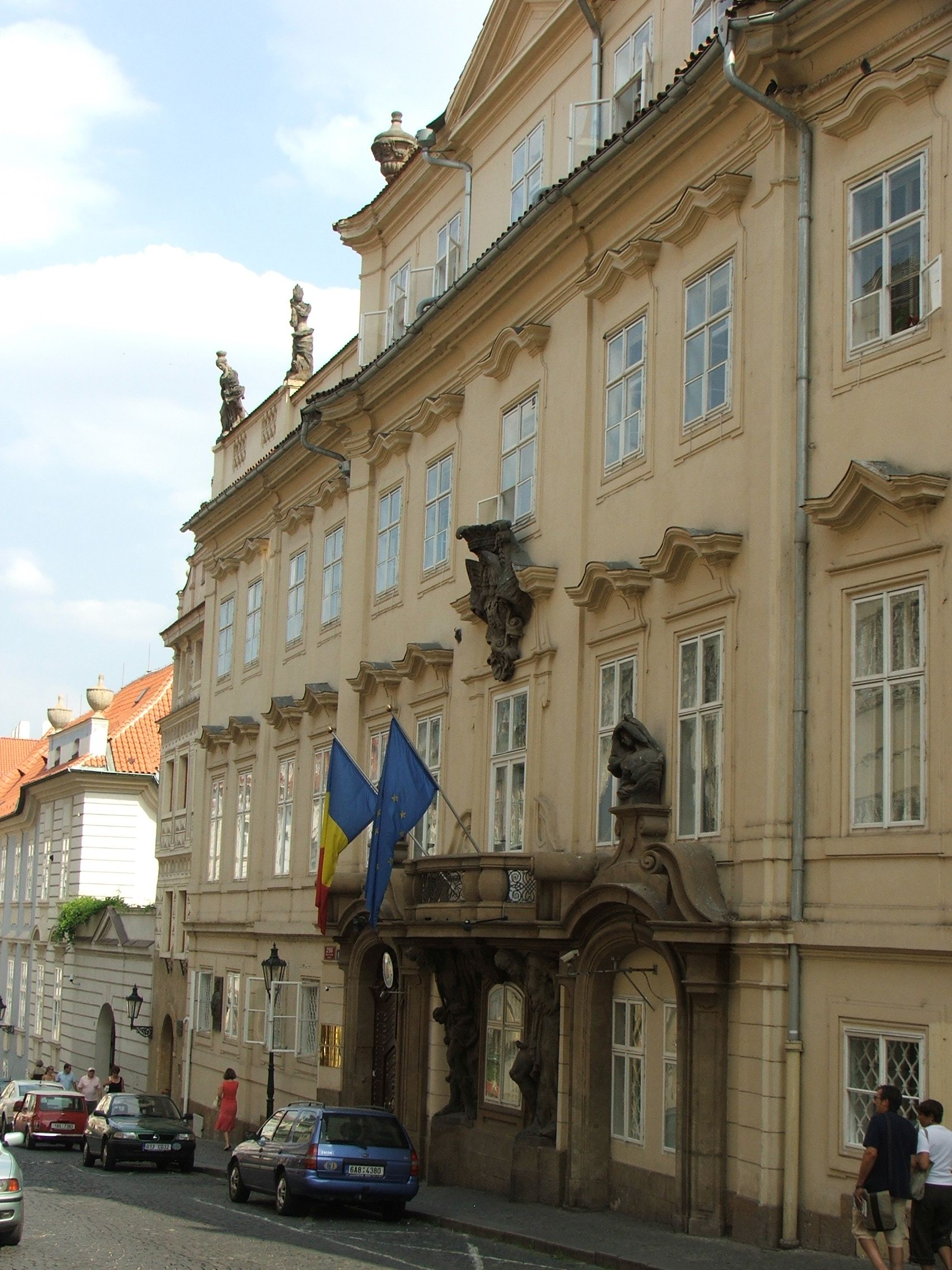
프라하 주재 루마니아 대사관

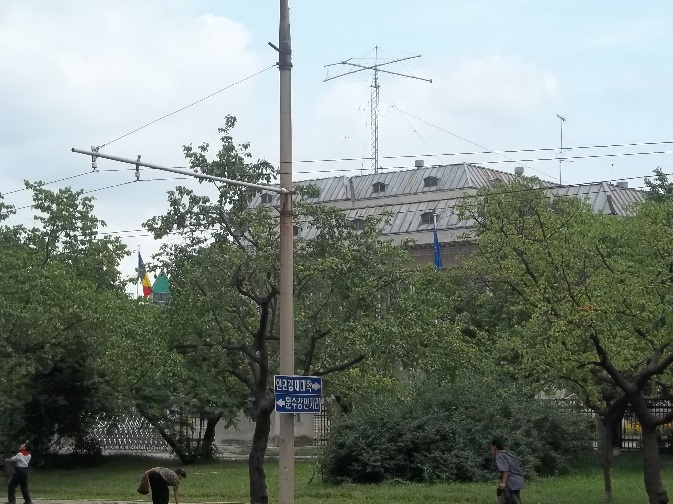
평양 주재 루마니아 대사관

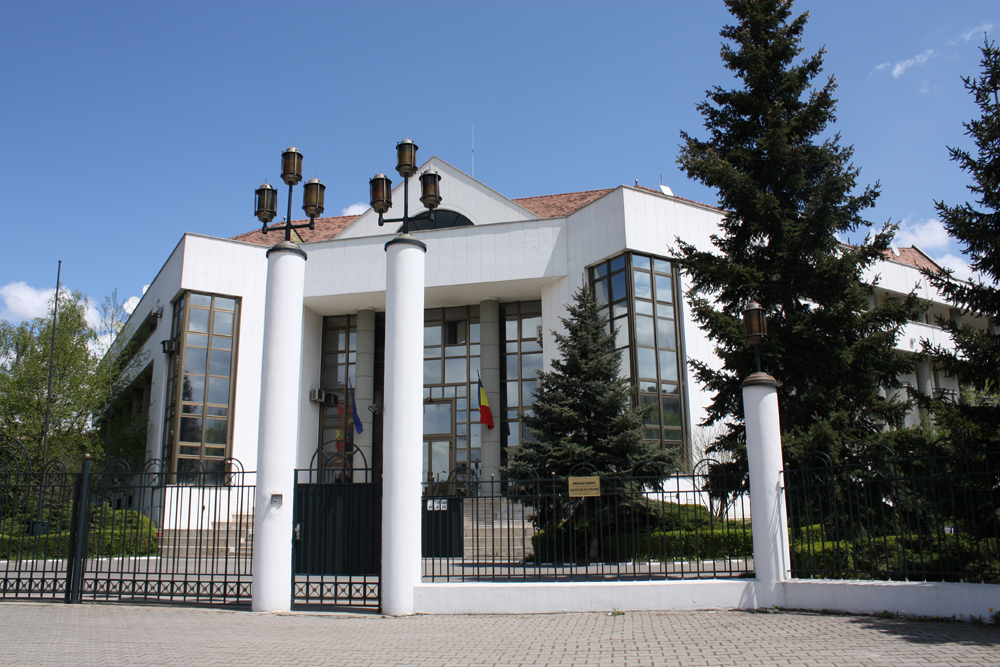
소피아 주재 루마니아 대사관

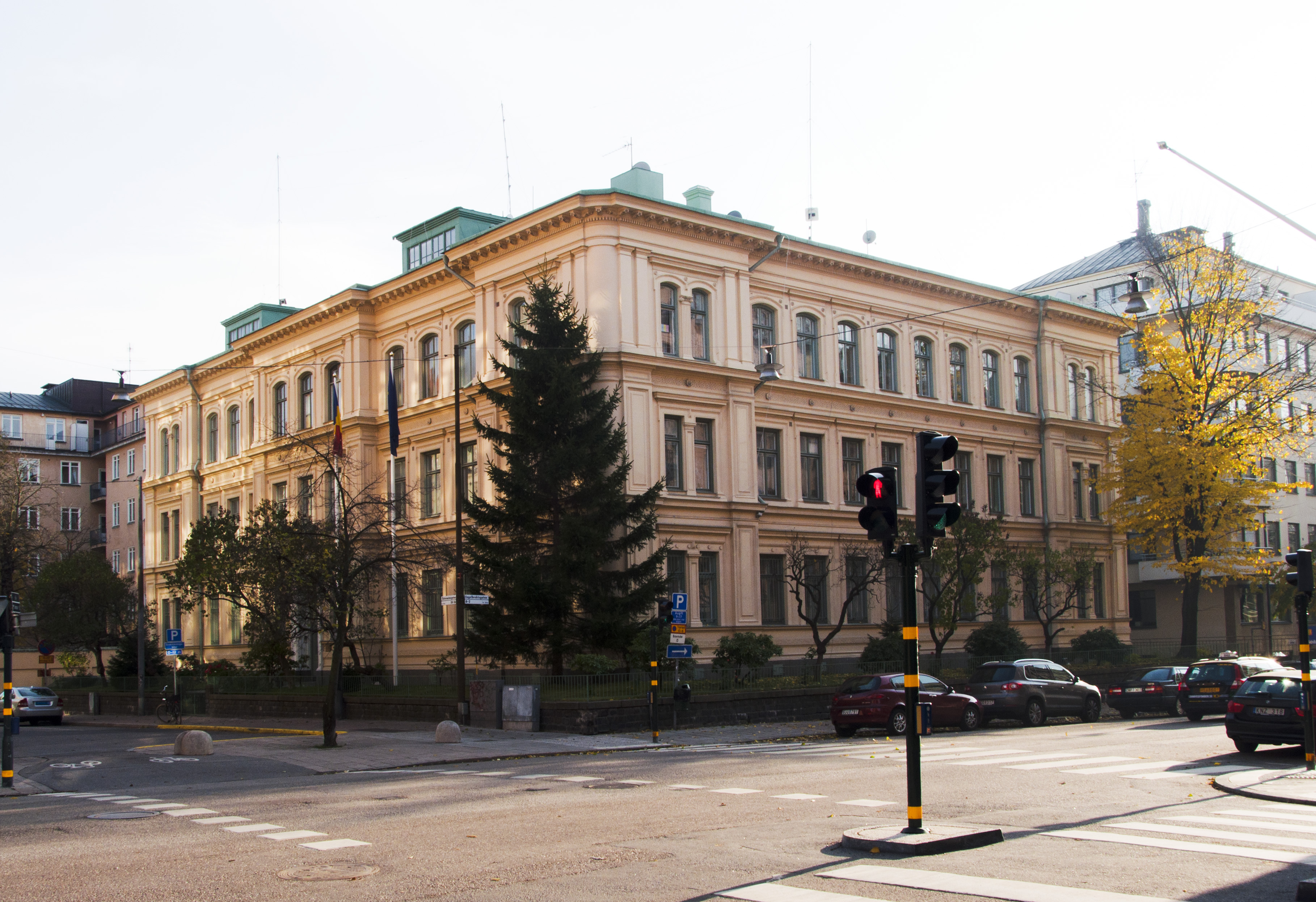
스톡홀름 주재 루마니아 대사관

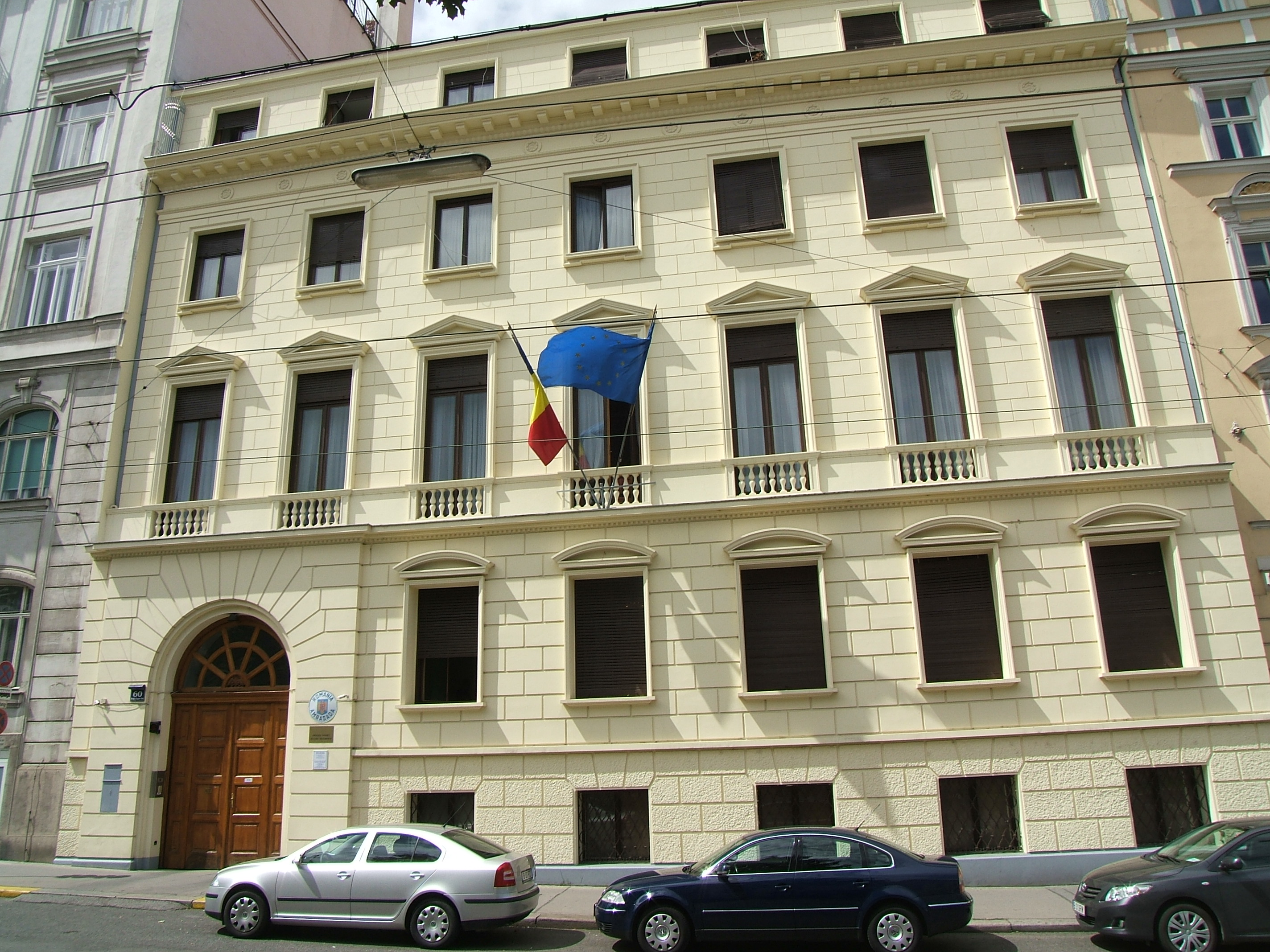
빈 주재 루마니아 대사관

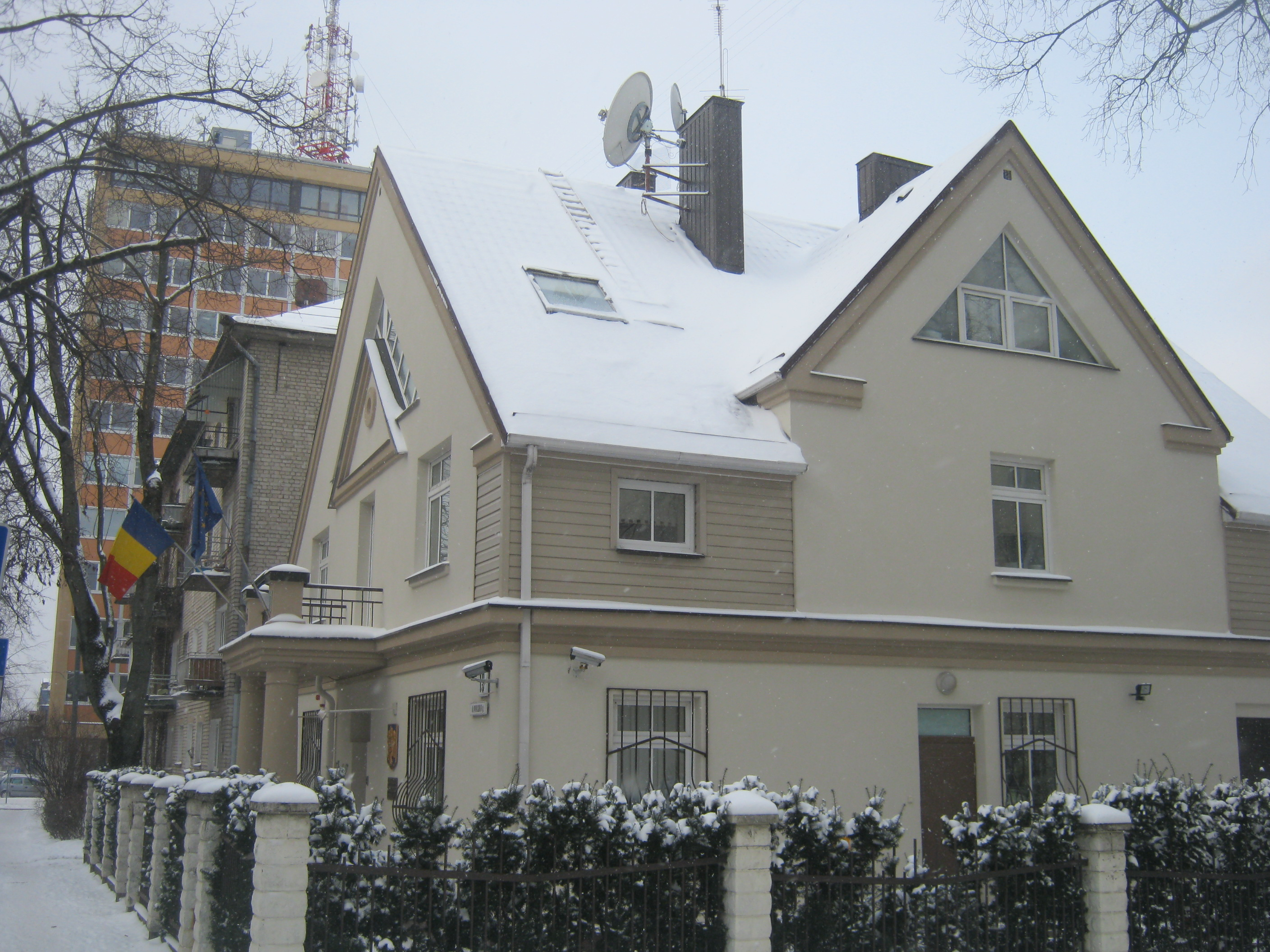
빌뉴스 주재 루마니아 대사관

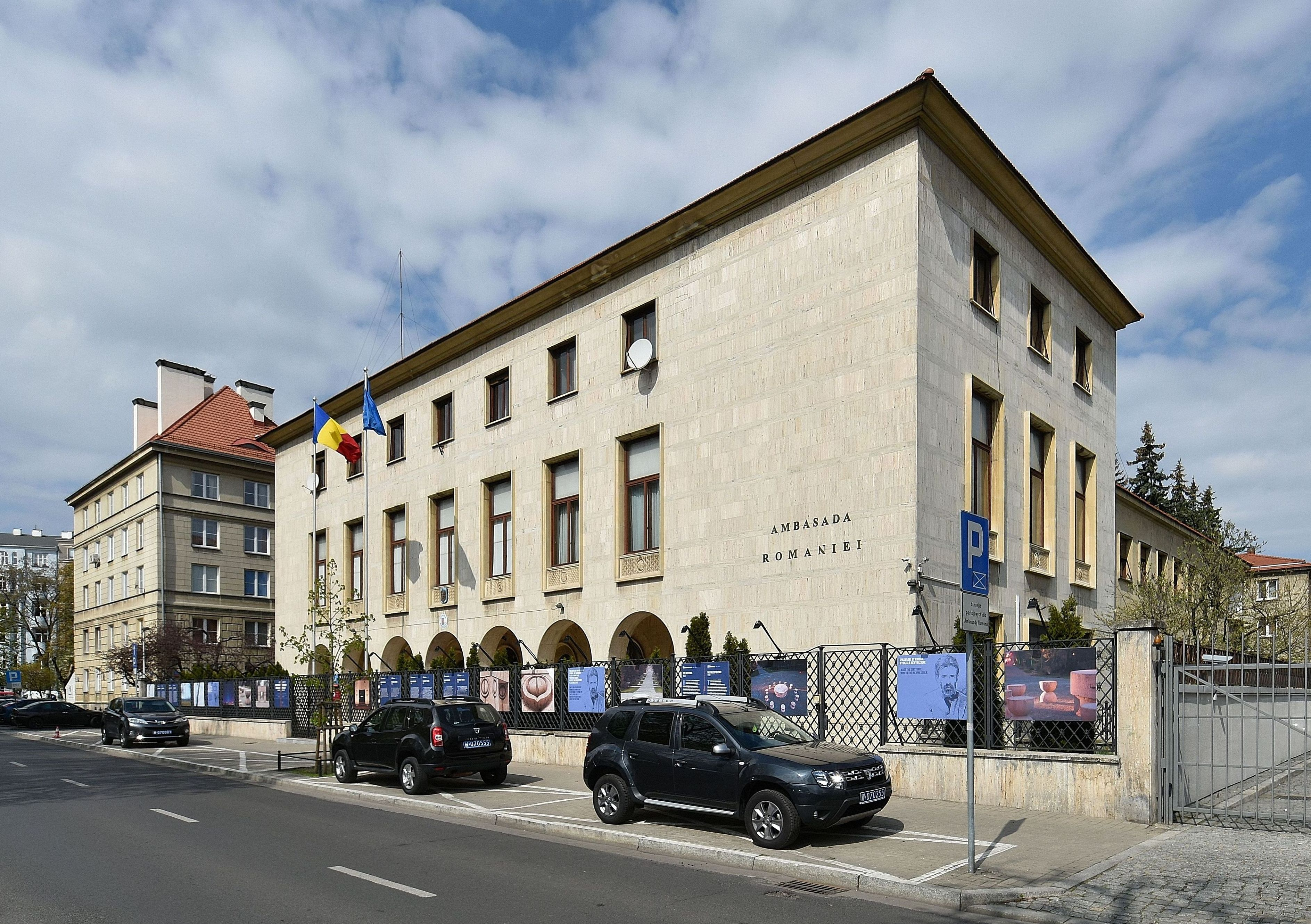
바르샤바 주재 루마니아 대사관

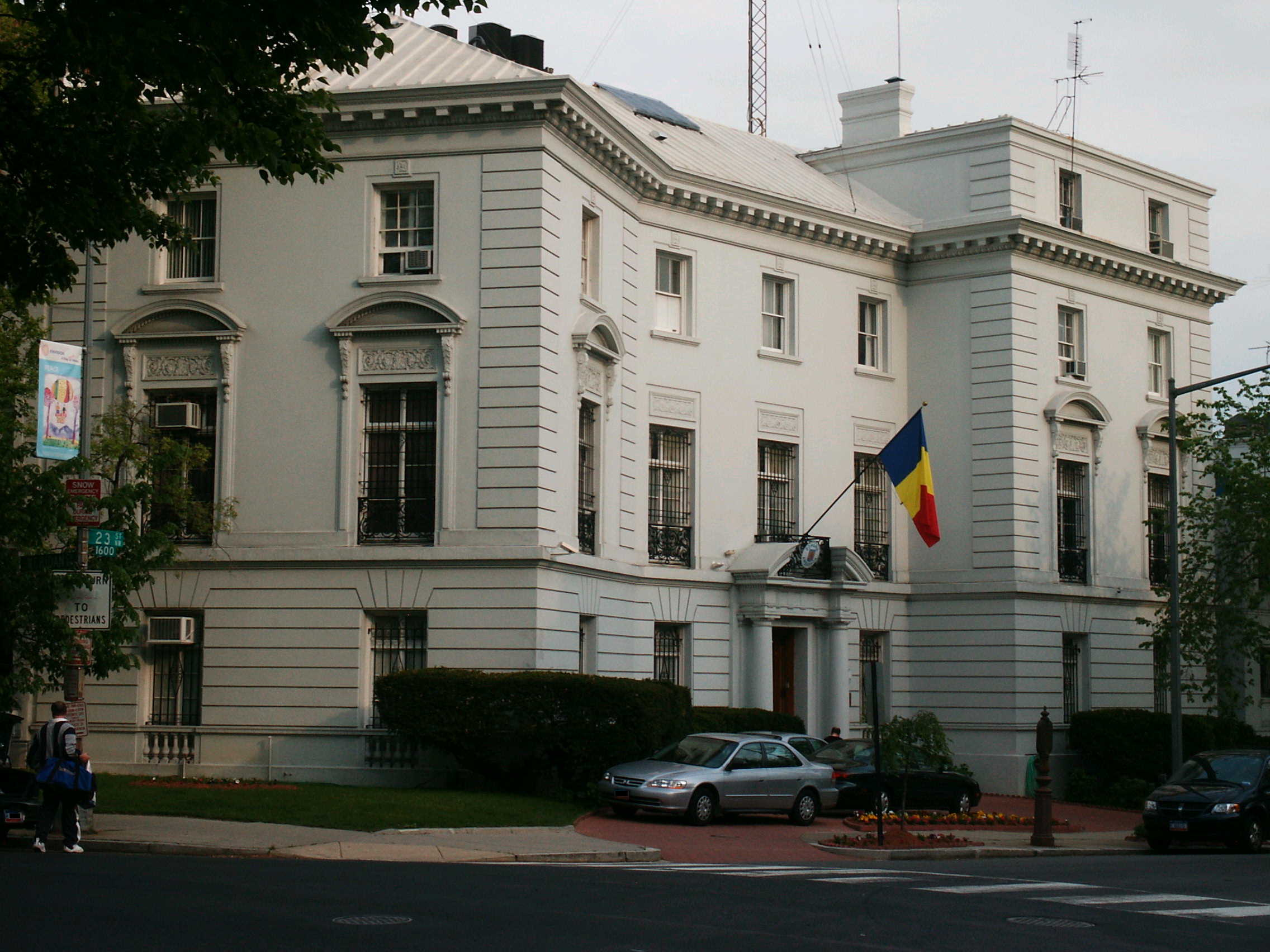
워싱턴 D.C. 주재 루마니아 대사관

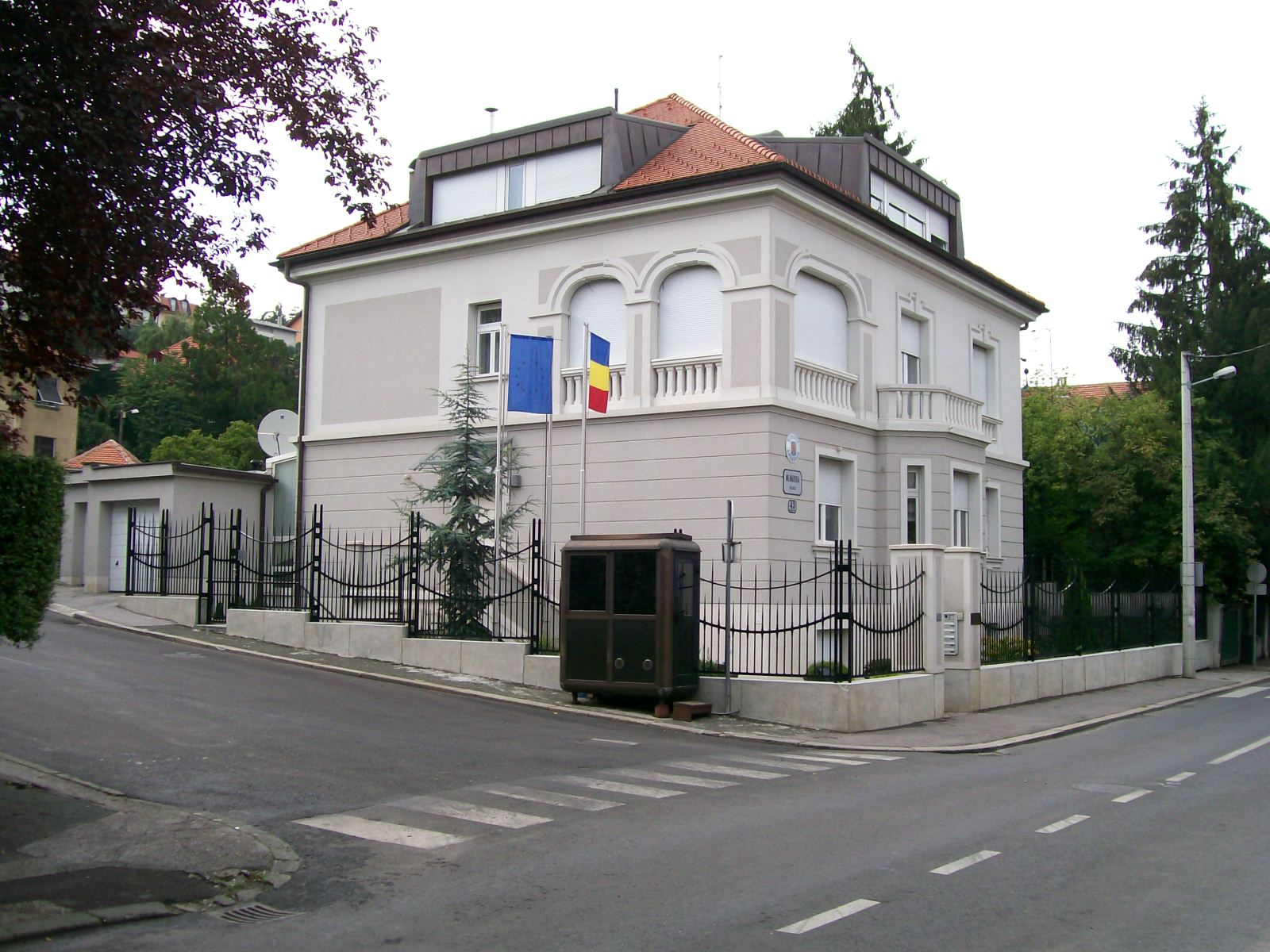
자그레브 주재 루마니아 대사관

아래는 루마니아의 재외공관 목록이다.

## 아프리카
- 나이지리아: 아부자 (대사관)
- 남아프리카 공화국: 프리토리아 (대사관), 케이프타운 (총영사관)
- 리비아: 트리폴리 (대사관)
- 모로코: 라바트 (대사관)
- 세네갈: 다카르 (대사관)
- 수단: 하르툼 (대사관)
- 알제리: 알제 (대사관)
- 앙골라: 루안다 (대사관)
- 에티오피아: 아디스아바바 (대사관)
- 이집트: 카이로 (대사관)
- 짐바브웨: 하라레 (대사관)
- 케냐: 나이로비 (대사관)
- 튀니지: 튀니스 (대사관)

## 아메리카
- 멕시코: 멕시코시티 (대사관)
- 미국: 워싱턴 D.C. (대사관), 시카고 (총영사관), 로스앤젤레스 (총영사관), 뉴욕 (총영사관)
- 베네수엘라: 카라카스 (대사관)
- 브라질: 브라질리아 (대사관), 리우데자네이루 (총영사관)
- 아르헨티나: 부에노스아이레스 (대사관)
- 우루과이: 몬테비데오 (대사관)
- 칠레: 산티아고 (대사관)
- 캐나다: 오타와 (대사관), 몬트리올 (총영사관), 토론토 (총영사관), 밴쿠버 (총영사관)
- 콜롬비아: 보고타 (대사관)
- 쿠바: 아바나 (대사관)
- 페루: 리마 (대사관)

## 아시아
- 대한민국: 서울특별시 (대사관)
- 레바논: 베이루트 (대사관)
- 말레이시아: 쿠알라룸푸르 (대사관)
- 베트남: 하노이 (대사관)
- 사우디아라비아: 리야드 (대사관)
- 스리랑카: 콜롬보 (대사관)
- 시리아: 다마스쿠스 (대사관)
- 싱가포르: 싱가포르 (대사관)
- 아랍에미리트: 아부다비 (대사관), 두바이 (총영사관)
- 아르메니아: 예레반 (대사관)
- 아제르바이잔: 바쿠 (대사관)
- 요르단: 암만 (대사관)
- 우즈베키스탄: 타슈켄트 (대사관)
- 이라크: 바그다드 (대사관)
- 이란: 테헤란 (대사관)
- 이스라엘: 텔아비브 (대사관)
- 인도: 뉴델리 (대사관), 뭄바이 (총영사관)
- 인도네시아: 자카르타 (대사관)
- 일본: 도쿄도 (대사관)
- 조선민주주의인민공화국: 평양직할시 (대사관)
- 조지아: 트빌리시 (대사관)
- 중화인민공화국: 베이징시 (대사관), 홍콩 (총영사관), 상하이시 (총영사관)
- 카자흐스탄: 아스타나 (대사관)
- 카타르: 도하 (대사관)
- 쿠웨이트: 쿠웨이트시티 (대사관)
- 태국: 방콕 (대사관)
- 튀르키예: 앙카라 (대사관), 이스탄불 (총영사관), 이즈미르 (총영사관)
- 투르크메니스탄: 아시가바트 (대사관)
- 파키스탄: 이슬라마바드 (대사관)
- 팔레스타인: 라말라 (대표부 사무소)
- 필리핀: 마닐라 (대사관)

## 유럽
- 그리스: 아테네 (대사관), 테살로니키 (총영사관)
- 네덜란드: 헤이그 (대사관)
- 노르웨이: 오슬로 (대사관)
- 덴마크: 코펜하겐 (대사관)
- 독일: 베를린 (대사관), 본 (총영사관), 뮌헨 (총영사관)
- 러시아: 모스크바 (대사관), 로스토프나도누 (총영사관), 상트페테르부르크 (총영사관)
- 룩셈부르크: 룩셈부르크 시 (대사관)
- 리투아니아: 빌뉴스 (대사관)
- 북마케도니아: 스코페 (대사관)
- 몬테네그로: 포드고리차 (대사관)
- 몰도바: 키시너우 (대사관), 벌치 (총영사관), 카훌 (총영사관), 운게니 (영사관)
- 바티칸 시국: 로마 (대사관)
- 벨기에: 브뤼셀 (대사관)
- 벨라루스: 민스크 (대사관)
- 보스니아 헤르체고비나: 사라예보 (대사관)
- 불가리아: 소피아 (대사관)
- 세르비아: 베오그라드 (대사관), 브르샤츠 (총영사관), 자예차르 (총영사관)
- 스웨덴: 스톡홀름 (대사관)
- 스위스: 베른 (대사관)
- 스페인: 마드리드 (대사관), 알메리아 (영사관), 바르셀로나 (총영사관), 빌바오 (총영사관), 세비야 (총영사관), 카스테욘데라플라나 (영사관), 사라고사 (영사관)
- 슬로바키아: 브라티슬라바 (대사관)
- 슬로베니아: 류블랴나 (대사관)
- 아일랜드: 더블린 (대사관)
- 알바니아: 티라나 (대사관)
- 영국: 런던 (대사관)
- 오스트리아: 빈 (대사관)
- 우크라이나: 키이우 (대사관), 체르니우치 (총영사관), 오데사 (총영사관)
- 이탈리아: 로마 (대사관), 볼로냐 (총영사관), 카타니아 (영사관), 밀라노 (총영사관), 트리에스테 (총영사관), 토리노 (총영사관)
- 체코: 프라하 (대사관)
- 크로아티아: 자그레브 (대사관)
- 키프로스: 니코시아 (대사관)
- 포르투갈: 리스본 (대사관)
- 폴란드: 바르샤바 (대사관)
- 프랑스: 파리 (대사관), 리옹 (총영사관), 마르세유 (총영사관), 스트라스부르 (총영사관)
- 핀란드: 헬싱키 (대사관)
- 헝가리: 부다페스트 (대사관), 줄러 (총영사관), 세게드 (총영사관)

## 오세아니아
- 오스트레일리아: 캔버라 (대사관), 시드니 (총영사관)

## 대표부
- EU, NATO 루마니아 정부 대표부: 브뤼셀
- UN 루마니아 정부 대표부: 빈, 제네바, 뉴욕, 나이로비
- OECD, UNESCO 루마니아 정부 대표부: 파리
- FAO 루마니아 정부 대표부: 로마
- 유럽 평의회 루마니아 정부 대표부: 스트라스부르

## 같이 보기
- 루마니아의 대외 관계